# Johann Michael Bach I
Pour les articles homonymes, voir Johann Bach (homonymie) et Bach (homonymie).
Johann Michael Bach (né à Arnstadt le 9 août 1648 – mort à Gehren le 17 mai 1694) est un compositeur membre de la famille Bach, fils de Heinrich Bach.et de Eva Hoffmann.

## Biographie
Élève de son père, Johann Michael Bach est tout d'abord organiste à Arnstadt, puis devient en 1673 organiste et chancelier (Stadtschreiber) à Gehren, cité du comté de Schwarzbourg-Sondershausen. Il succède là à Johann Effler parti pour Erfurt prendre le poste du Johann Bach (1604 - 1673) après le décès de ce dernier. Il épouse le 13 janvier 1675, à Gerhen, Catharina Wedemann, sœur de la femme de son frère Johann Christoph, avec laquelle il aura six enfants. L'une d'elles, Maria Barbara Bach (1684-1720) sera la première épouse de Johann Sebastian Bach avec qui elle aura sept enfants, dont Wilhelm Friedemann et Carl Philipp Emanuel.

## Œuvre
On conserve de Johann Michael Bach I trente chorals pour l'orgue et deux pièces pour clavecin.
Il est également le compositeur de :
Deux arias sacrés :
- Ach wie sehnlich wart ich der Zeit
- Auf, lasst uns den Herren loben

Quatorze motets :
- Das Blut Christi
- Dem Mensch ist gesetzt einmal zu sterben
- Ehre sei Gott in der Höhe
- Halt was du hast
- Fürchtet euch nicht
- Halt, was du hast
- Herr, ich warte auf dein Heil
- Herr, wenn ich dich nur habe
- Ich weiss, dass mein Erlöser lebt
- Nun treten wir ins neue Jahr
- Sei lieber Tag willkommen
- Sey nun wieder zufrieden
- Unser Leben ist ein Schatten
- Unser Leben währet siebenzig Jahre

Trois cantates :
- Ach bleib bei uns Herr Jesu Christ
- Es ist ein großer Gewinn
- Liebster Jesus, hör mein Flehen

Et il nous est parvenu un fragment de la cantate Die Furcht des Herren.

## Discographie
Cantates et motets
- Die Famillie vor Johann Sebastian Bach, Reinhard Goebel, Musica Antiqua Köln (1986, Archiv)
- Motetten der Bach-Familie, vol. II, Capella Sancti Michaelis, Erik Van Nevel (1990, Ricercar)
- Altbachisches Archiv (Les Archives de J.S. Bach), Cantus Cölln, Concerto Palatino, Konrad Junghänel (2002, Harmonia Mundi)

Chorals pour orgue
- Orgelwerke, Franz Haselböck (1989, Hänssler Classic)